# Astragalus ampullarioides
Espèce
Astragalus ampullarioides est une espèce de plantes à fleurs de la famille des Fabaceae. Elle est endémique d'une région très localisée de l'Utah aux États-Unis.

## Répartition et habitat
Elle ne pousse que dans des zones très localisées de l'Utah, plus précisément dans le Comté de Washington. Elle ne pousse que sur les sédiments détritiques argileux brun-rougeâtre, issu de l'érosion d'une couche géologique particulière de la formation géologique de Chinle contenant du bois pétrifié.